# Lophochorista diversata
Lophochorista diversata là một loài bướm đêm trong họ Geometridae.